# Shere Hill
Shere Hill – szczyt górski w środkowej Nigerii, najwyższy szczyt wyżyny Dżos. Osiąga wysokość 1781 m n.p.m.